# Шкала Куигли

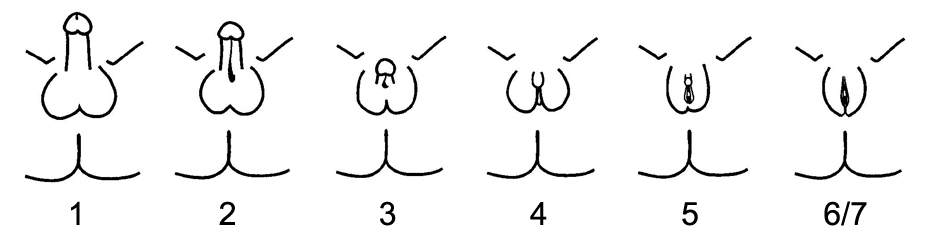
Шкала Куигли

Шкала Куигли представляет собой описательную визуальную систему фенотипической оценки гениталий, которая использует семь классов между «полностью маскулинизированными» и «полностью феминизированными» типами гениталий. Она была разработана эндокринологом Шармейн Куигли в 1995 году. По функциям она аналогична шкале Прадера и используется для описания гениталий для синдрома нечувствительности к андрогенам, включая синдром полной нечувствительности к андрогенам, синдром частичной нечувствительности к андрогенам и синдром слабой нечувствительности к андрогенам.

## Градация
Первые шесть классов шкалы, с 1 по 6, различаются по степени маскулинизации гениталий. Куигли описывает шкалу как изображающую степень «дефекта маскулинизации». Степень 1 указывается, если наружные половые органы полностью маскулинизированы, и соответствует синдрому слабой нечувствительности к андрогенам. 6 и 7 классы показывают, что наружные половые органы полностью феминизированы, что соответствует синдрому полной нечувствительности к андрогенам.
2—5-й классы соответствуют синдрому частичной нечувствительности к андрогенам.

## Критика
В то время как шкала была разработана как система оценок феминизированных или недомаскулинизированных гениталий, концепция, что атипичные гениталии обязательно являются ненормальными, оспаривается. В аналитическом документе Швейцарского национального консультативного центра по биомедицинской этике говорится, что «нередко» отклонения от норм полового развития не могут быть патологическими или требовать медицинского вмешательства. Аналогичным образом, в отчете австралийского комитета Сената по принудительной стерилизации говорится, что исследование «относительно адекватных» или «нормальных» гениталий, особенно для женщин, вызывает некоторые тревожные вопросы, включая предпочтения, на которые влияют специализация и пол врача. В выпуске 2015 года, посвященном правам человека и интерсекс-людям, Комиссар по правам человека Совета Европы рекомендовал пересмотреть медицинскую классификацию, которая патологизирует различия в половых особенностях.